# Reika Saiki
Reika Saiki (en japonés: 才木玲佳, Saiki Reika) (Prefectura de Saitama, 19 de mayo de 1992) es una ex luchadora profesional, culturista, cantante e idol japonesa. En su etapa como luchadora, era reconocida por participar en eventos de la promoción Tokyo Joshi Pro Wrestling.
Saiki se formó en el dojo de WRESTLE-1 bajo las órdenes de Akira Nogami y Kaz Hayashi, y debutó profesionalmente en marzo de 2016. En junio de ese mismo año, Saiki debutó en Tokyo Joshi Pro Wrestling, y acabó firmando con la promoción a finales de año. Fuera de la lucha libre profesional, fue miembro del equipo de animadoras de Wrestle-1, Cheer♡1, y miembro del grupo de idols Deadlift Lolita.

## Carrera profesional

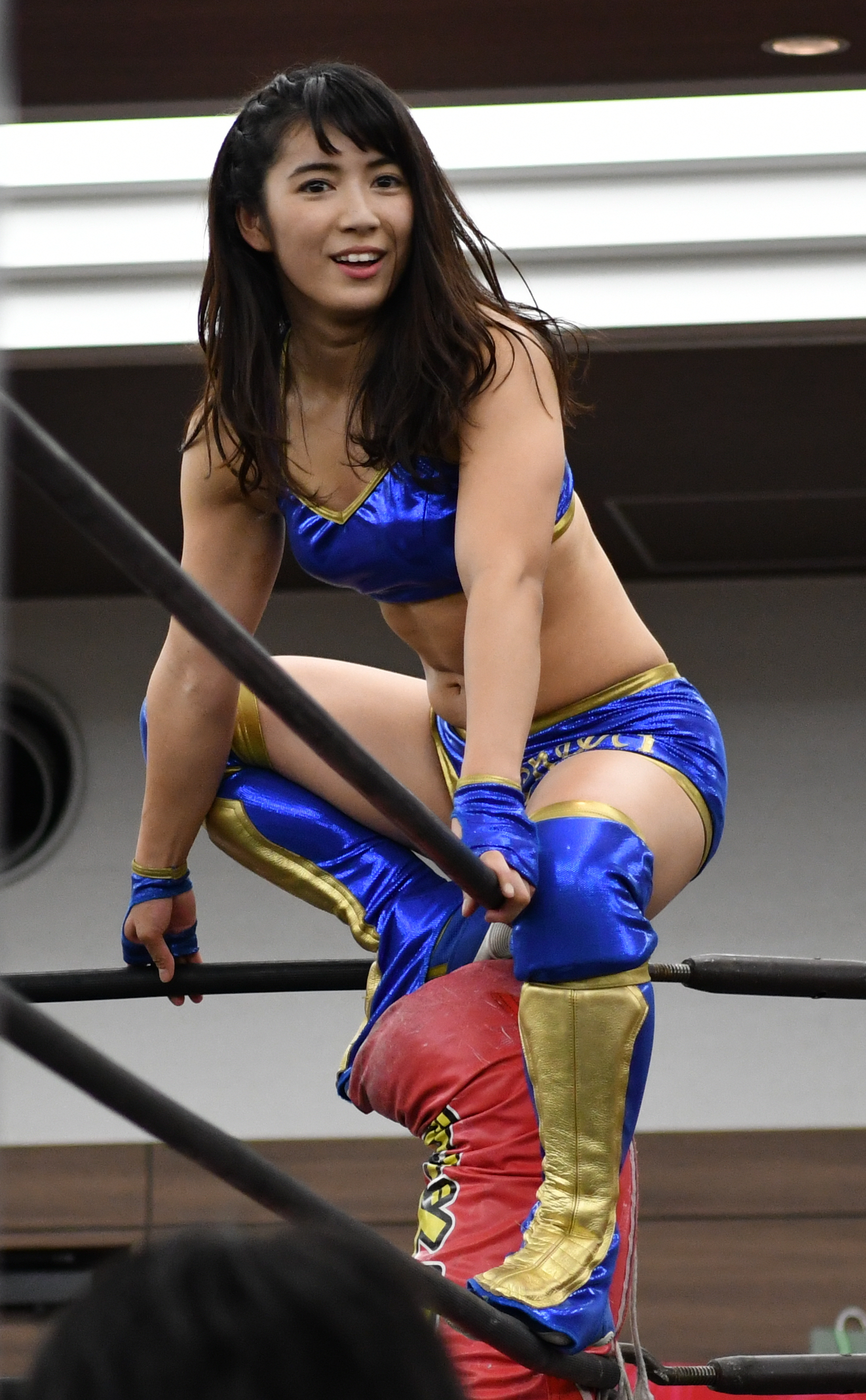
Reika Saiki (15 de junio de 2016 en la Sala Coconeri)

Saiki se unió inicialmente a WRESTLE-1 como miembro de Cheer♡1, un grupo de baile que actuaba durante y antes de los espectáculos de la firma. Finalmente, comenzó a entrenar para una carrera en la lucha libre profesional a finales de 2015, uniéndose al dojo de la compañía, donde entrenó bajo la dirección de Kaz Hayashi y Akira Nogami. Hizo su debut en marzo de 2016, derrotando a Hana Kimura.
En junio de 2016, comenzó a competir para Tokyo Joshi Pro Wrestling, una compañía hermana de DDT Pro-Wrestling. En el evento DDT's Peter Pan del 28 de agosto, participó en una battle royal por el Ironman Heavymetalweight Championship, pero no tuvo éxito. El 9 de octubre, se enfrentó a la veterana Kyoko Kimura en un esfuerzo perdedor. El 12 de marzo de 2017, Saiki recibió su primera oportunidad en el Tokyo Princess Of Princess Championship, desafiando sin éxito a Yuu.
En julio de 2017, participó en la Tokyo Princess Cup, derrotando a Yuu por primera vez en la segunda ronda. Consiguió llegar a la final, donde derrotó a Yuka Sakazaki para ganar el torneo. El 26 de agosto, Saiki derrotó a Sakazaki una vez más para ganar el Tokyo Princess of Princess Championship, el primer campeonato de su carrera. Hizo su primera defensa con éxito el 30 de septiembre, derrotando a Mizuki y una vez más lo defendió con éxito el 3 de noviembre contra Rika Tatsumi.
Perdió el campeonato ante Miyu Yamashita en su tercera defensa el 4 de enero de 2018. El 3 de mayo de 2018, Saiki y Marika Kobashi derrotaron a Neo Biishiki-gun (Saki-sama y Azusa Christie) para ganar el Princess Tag Team Championship por primera vez. Sin embargo, se vieron obligadas a renunciar a los títulos más tarde debido a que Marika sufrió una lesión que la obligó a dejar de competir durante un tiempo.

## Fuera de competición

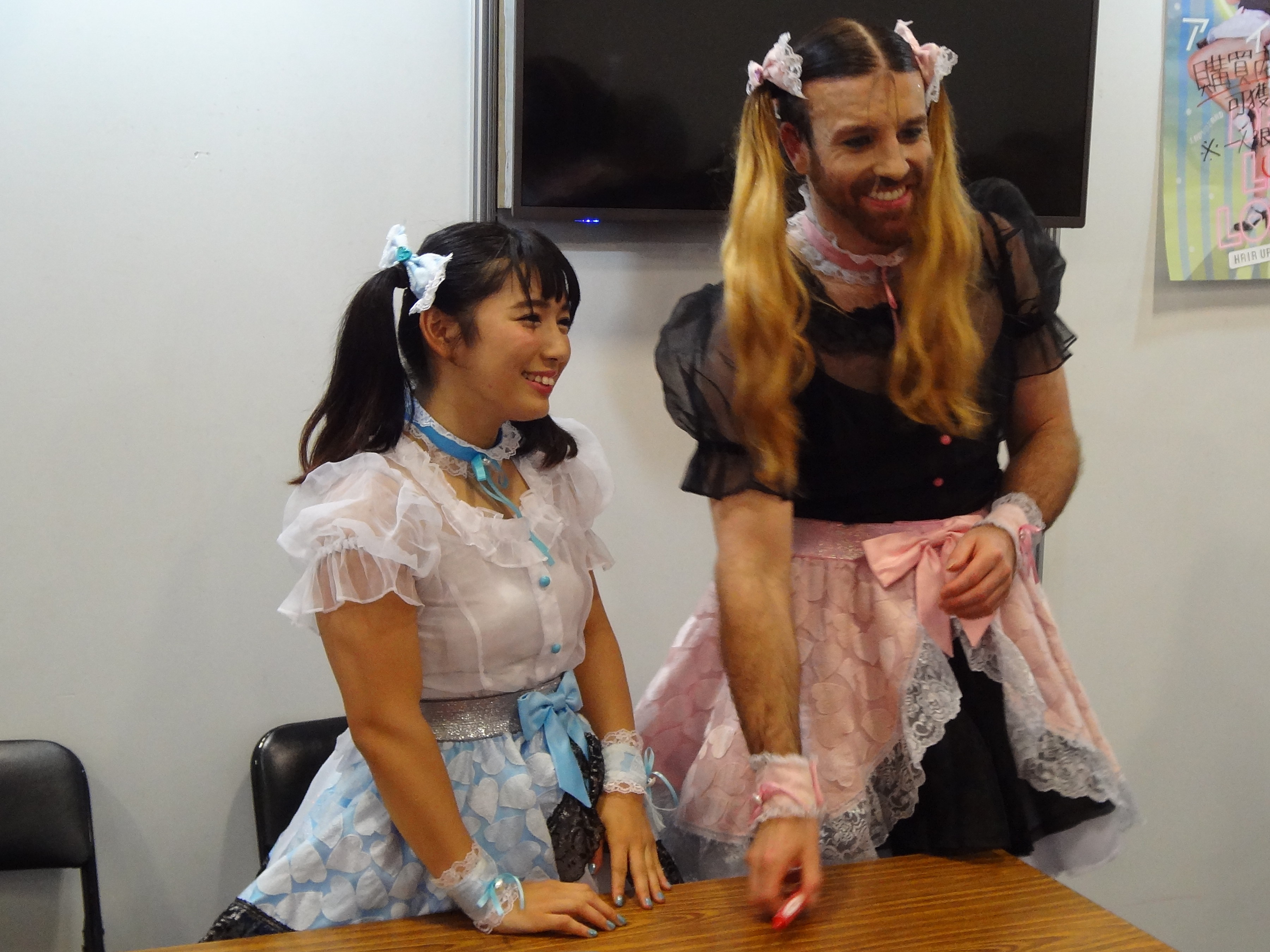
Reiki Saiki y Ladybeard.

Fuera de la lucha libre profesional, Saiki es miembro del grupo de kawaii metal Deadlift Lolita junto con su compañero de lucha Ladybeard.

## Campeonatos y logros
- Actwres girl'Z
  - AgZ Championship (1 vez)[14][15]
- Tokyo Joshi Pro Wrestling
  - Tokyo Princess Cup (2017)[16]
  - Tokyo Princess of Princess Championship (1 vez)[17]
  - Tokyo Princess Tag Team Championship (1 vez) – con Marika Kobashi[18]